# Eustache de Saint-Pierre
Eustache de Saint-Pierre es una escultura de Auguste Rodin concebida entre 1885 y 1886 para el proyecto del monumento de los burgueses de Calais inaugurado en 1895 en la Plaza del ayuntamiento de la ciudad portuaria de Calais, Francia, lugar del acontecimiento histórico al cual está dedicado el monumento. Las otras esculturas que lo componen son Jean de Fiennes, Pierre de Wiessant, Jacques de Wiessant, Jean d´Aire y Andrieu d'Andres.

## Obra
En 1885 Auguste Rodin fue comisionado por la ciudad de Calais para la creación de un monumento en honor de los burgueses, u hombres prominentes según las fuentes, que aceptaron sacrificar sus vidas para mantener a la población de la ciudad a salvo frente a Eduardo III, esto durante el conflicto entre Francia e Inglaterra conocido como la Guerra de los Cien Años. También este proyecto fue visto como una forma de minimizar la derrota de Francia frente a Prusia en 1871 al exaltar aspectos como el sacrificio y el heroísmo patriótico que se le adjudicó a los seis personajes anteriormente mencionados.
En la primera maqueta presentada por Rodin, la figura de Eustache de Saint-Pierre ocupaba un lugar predominante dentro del conjunto y llevaba las llaves de la ciudad, debido a que según las crónicas de Jean Froissart él era el más viejo y el líder del grupo al ser el primero en ofrecerse a ir donde el rey de Inglaterra. Para la segunda maqueta, todavía en conjunto, aunque permaneciera en la primera fila, fue esculpido con el cuerpo inclinado hacia adelante y con los brazos caídos, sin embargo esto no fue del agrado del comité encargado de vigilar la obra puesto que Eustache de Saint-Pierre no podía verse abatido.
Ya en el trabajo individual de cada una de las figuras, Rodin como una forma de realizar estudios sobre el cuerpo, realizó las primeras maquetas con los cuerpos desnudos de cada uno de los personajes. En el caso de la maqueta de Eustache de Saint-Pierre, pese a mostrar a un hombre mayor, se puede percibir un cuerpo vigoroso y energético, a excepción de los hombros que se encuentran levemente caídos con el fin de acentuar el carácter dramático de los acontecimientos por el que Saint-Pierre y los otros cinco burgueses atravesaron.
También como parte de su estudio, Rodin realizó modelos de cabezas y manos de algunos de los personajes que integrarían los burgueses de Calais. En el caso de esta obra, el escultor francés realizó algunas maquetas de la cabeza; para ello y bajo la repercusión de las teorías del siglo XVIII en que se pensaba que cada región geográfica tenía una morfología específica, pidió al pintor Jean-Charles Cazin posar para él, al ser originario de la región de Pas-de-Calais. El rostro que esculpió Rodin muestra rasgos muy angulosos en los pómulos y ojos un tanto hundidos; el contorno es marcado por cabello y una abundante barba.
En la versión final que se encuentra en el monumento, Rodin respetó la gran parte de su trabajo en las maquetas previas, pues se puede observar un cuerpo en postura similar a la ya descrita a excepción de que el cuerpo se encuentra cubierto por un camisón que sólo deja observar los pies y parte de la pierna izquierda, y los antebrazos. Su cuello se encuentra rodeado por una soga.

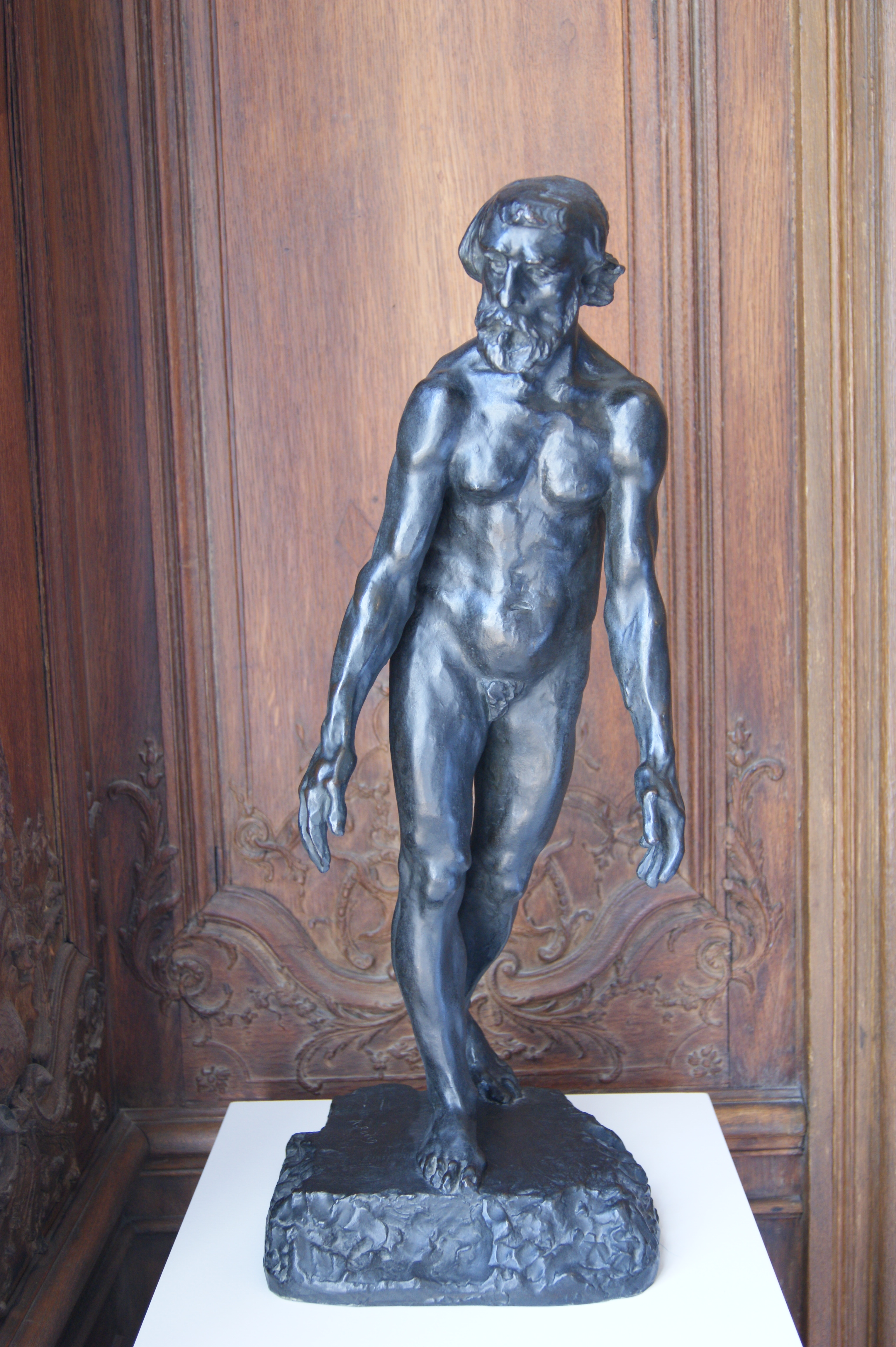
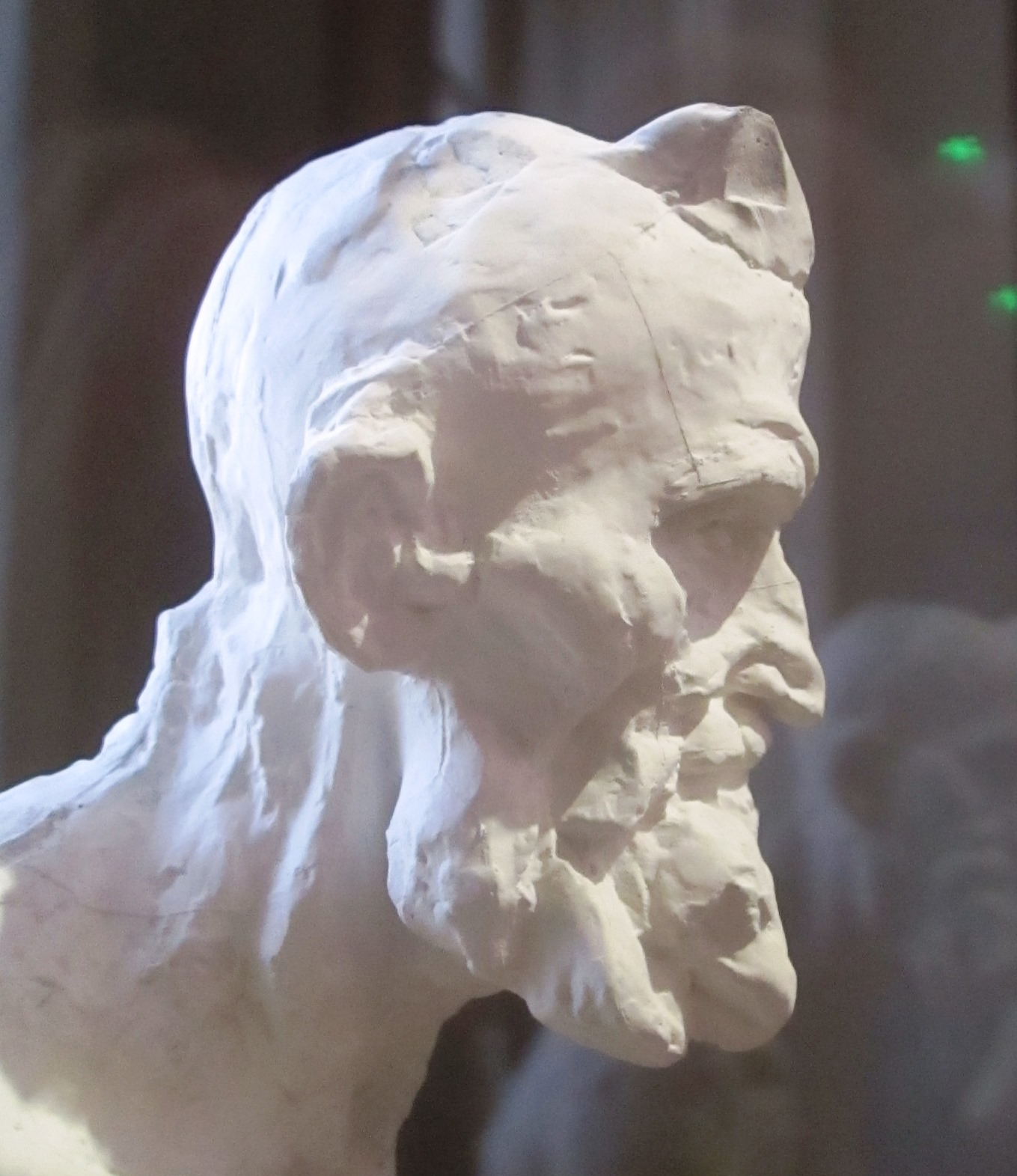
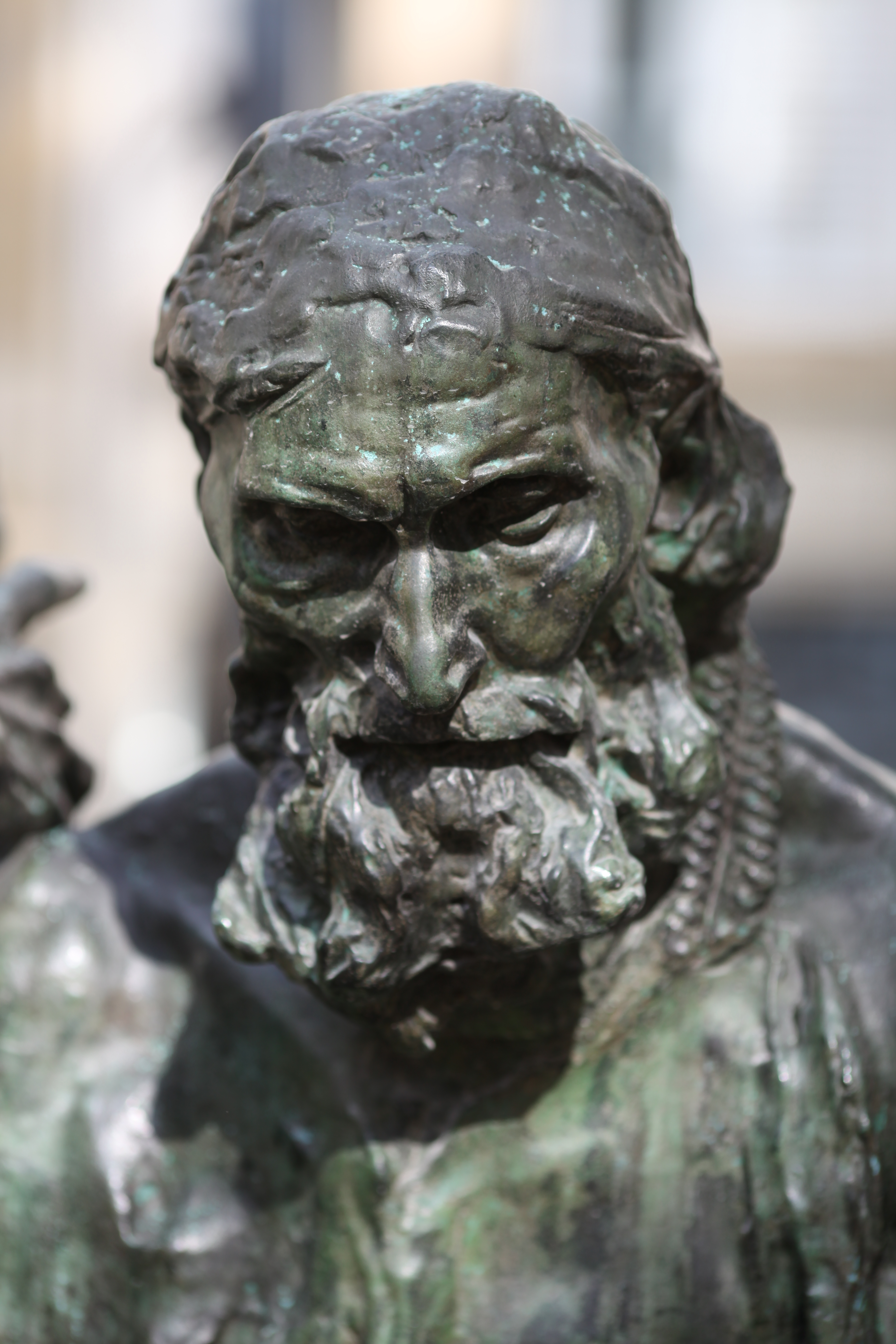
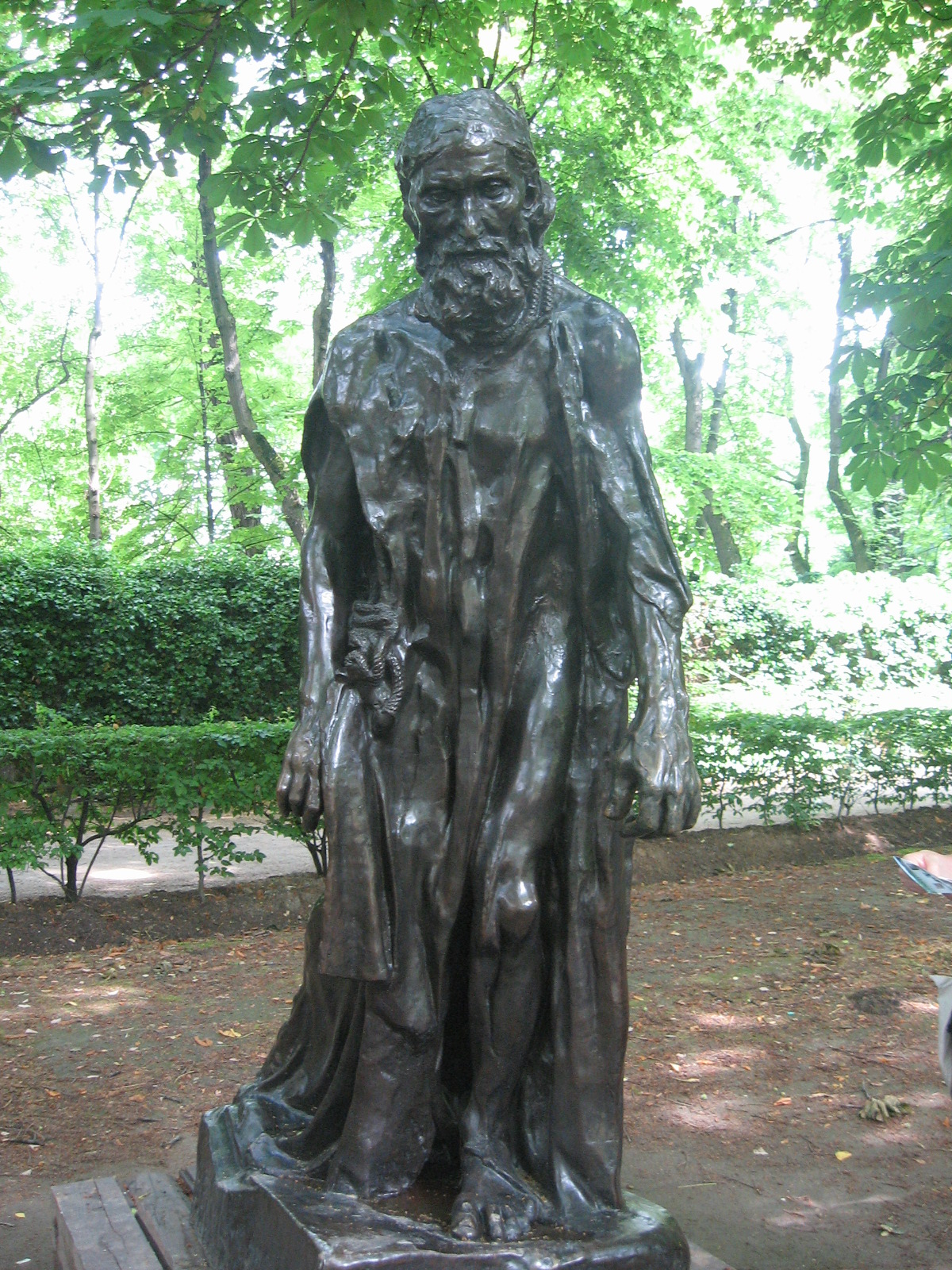